# Euploea phoebadis
Euploea phoebadis är en fjärilsart som beskrevs av Hans Fruhstorfer 1910. Euploea phoebadis ingår i släktet Euploea och familjen praktfjärilar. Inga underarter finns listade i Catalogue of Life.